# Diania cactiformis
La diania (Diania cactiformis) è un animale estinto, appartenente ai lobopodi. Visse nel Cambriano inferiore (circa 520 milioni di anni fa) e i suoi resti fossili sono stati ritrovati in Cina, nel famoso giacimento di Maotianshan.

## Descrizione
Questo animale, lungo circa 6 centimetri, è stato soprannominato dai suoi scopritori "cactus semovente", a causa del suo aspetto. Anche l'epiteto specifico (cactiformis) fa riferimento a questa somiglianza. Diania possedeva un corpo simile a quello di un verme, con zampe presumibilmente articolate, robuste e spinose. Al termine anteriore dell'animale era presente una proboscide, presumibilmente usata per nutrirsi. Diania possedeva dieci paia di zampe spinose, piuttosto robuste rispetto al corpo. queste zampe sembrerebbero essere state articolate, con un esoscheletro duro diviso in parti simili ad anelli.

## Classificazione
Questo animale è stato descritto per la prima volta nel 2011, sulla base di resti fossili ritrovati nel deposito fossilifero di Chiengjiang (o scisti di Maotianshan) in Cina sudoccidentale, nella formazione di Yu'anshan. Diania appartiene a un gruppo di animali estinti noti come lobopodi corazzati. Questi animali sono stati a lungo ritenuti imparentati in qualche modo agli artropodi, ed è probabile che gli artropodi si siano sviluppati da qualche membro del gruppo. In ogni caso, tutti i lobopodi scoperti fino a quel momento erano dotati di zampe non segmentate molli.
Gli autori della prima descrizione hanno ipotizzato che Diania potrebbe essere il sister group di Schinderhannes e dei veri e propri artropodi, ma hanno anche discusso la possibilità che questo animale possa essere una forma più basale, sviluppatasi prima dell'evoluzione di creature come Kerygmachela e Anomalocaris.

## Significato dei fossili
Il significato dei fossili di Diania è che questo animale è un lobopode che sembrerebbe aver sviluppato la caratteristica che dà il nome al clade degli artropodi, ovvero le zampe segmentate. Diania potrebbe essere quindi vicino all'origine del gruppo di animali più diversificato del pianeta. Diania suggerisce inoltre che l'"artropodizzazione" (la comparsa di articolazioni dure simili ad anelli attorno alle zampe) si sia evoluta prima dell'"artrodizzazione" (elementi duri simili ad anelli attorno al corpo).